# Бєлгородська провінція
Бєлгородська провінція — одна з провінцій Московського царства й з 1721 року Російської імперії. Центр — місто Бєлгород.
Бєлгородська провінція була утворена в складі Київської губернії за указом Петра I «Про устрій губерній і про визначення в них правителів» в 1719 році. До складу провінції були включені міста Бєлгород, Олешня, Болховець, Валуйки, Вільний, Карпов, Короча, Курськ, Миропілля, Нежегольськ, Новий Оскол, Обоянь, Полотав, Салтів, Старий Оскол, Суджа, Тополі, Хотмижськ, Чугуїв, Яблонов. По ревізії 1710 року в провінції налічувалося 25,6 тисячі господарств.
В 1727 році Бєлгородська провінція була включена до складу нової Бєлгородської губернії.
У листопаді 1775 року розподіл губерній на провінції було скасовано.